# Partit del Poder Popular (Corea del Sud)
El Partit del Poder Popular (PPP; en coreà: 국민의힘), anteriorment conegut com a Partit del Futur Unit (en coreà: 미래통합당; PFU), és un partit polític conservador i de dretes a Corea del Sud. Controla la presidència de Corea del Sud i és el segon partit més important de l'Assemblea Nacional. El PPP, juntament amb el seu rival històric, el Partit Demòcrata, formen els dos partits polítics més grans de Corea del Sud.

## Història

### Fundació i primers anys
Fruit de l'escàndol polític que va portar a la destitució de la presidenta Park Geun-hye al 2017, el Partit Saenuri, principal força conservadora del país, va patir una forta crisi interna amb la marxa de diversos sectors. Aquests s'agruparien i fundarien el Partit Bareunmirae, però després dels pobres resultats a les eleccions locals de 2018, diverses figures del mateix s'escindirien formant noves organitzacions: Endavant pel Futur 4.0 i el Nou Partit Conservador.
Tant el Partit Saenuri com aquestes noves formacions acordarien fusionar-se establint un nou partit de dretes, el Partit del Futur Unit. El Congrés d'Unificació se celebraria el 17 de febrer de 2020, escollint al líder del Saenuri Hwang Kyo-ahn com a primer president de la formació.
A les primeres eleccions legislatives del mateix any, es presentarien en coalició amb el Partit Corea del Futur, aconseguint 103 diputats, 84 com a propis, el que suposava una dura derrota i la pèrdua d'escons clau com el de l'exalcalde de Seül Oh Se-hoon o el del mateix president Hwang Kyo-ahn, que presentaria la seva renúncia. Tanmateix, l'any següent el Partit Corea del Futur anunciaria la seva integració dins del PFU, recuperant paulatinament el suport de l'electorat conservador. A l'agost, el partit modificaria el seu nom a Poder Popular, modificant-se posteriorment a l'actual Partit del Poder Popular, declarant que pretenien esdevenir un partit centrista i pragmàtic.
A les eleccions parcials de 2021, el partit aconseguiria les alcaldies de Seül, retornant al poder Oh Se-hoon, i de Busan, les dues principals ciutats del país, el que suposava una important empenta de cara a les eleccions presidencials de 2022. En aquestes, presentarien al candidat Yoon Suk-yeol, que havia estat fiscal general des del 2019, amb un paper clau en la condemna de l'expresidenta Park Geun-hye i en el cas de l'ex-ministre Cho Kuk.

### Presidència de Yoon Suk-yeol
Finalment, a les eleccions presidencials Yoon Suk-yeol aconseguiria la victòria per un petit marge de 0,73%. Al 2022 també aconseguirien ampliar la seva presència a l'Assemblea Nacional mitjançant les eleccions parcials, passant de 106 a 110 diputats, una victòria contundent a les eleccions locals, i una nova integració dins el partit, el Partit Popular.
Posteriorment el llavors president del partit, Lee Jun-seok, seria destituït per adoptar una posició crítica cap a Yoon Suk-yeol, que anava ampliant el control intern de l'organització, impulsant candidats afins i atacant als crítics amb la seva gestió. En la darrera etapa de les primàries quedarien quatre candidats: Ah-ram Cheon, del sector crític, Hwang Kyo-ahn, considerat de línia dura, Ahn Cheol-soo, percebut com a moderat, i Kim Gi-hyeon, diputat pro-Yoon. El 8 de març de 2023 el darrer candidat, Kim Gi-hyeon, seria escollit com a nou president del partit, amb una nova direcció controlada pel sector del president. L'expresident del PPP Lee Jun-seok trencaria amb el partit a principis de 2024 creant el Partit Nova Reforma, amb l'objectiu de presentar-se a les següents eleccions legislatives.
Més endavant, després de la fallida llei marcial del 3 de desembre de 2024, sis partits de l'oposició van proposar un procés de destitució contra el president Yoon. Tanmateix, el PPP es va oposar formalment tot i les crítiques internes al president. A la votació a l'Assemblea Nacional del 7 de desembre de 2024, només 3 dels 108 diputats del partit hi van participar, forçant així que la moció quedés descartada per falta de quòrum.

## Resultats electorals

### President
| Any  | Candidat      | Vots       | %           | Resultat |
| ---- | ------------- | ---------- | ----------- | -------- |
| 2022 | Yoon Suk Yeol | 16,394,815 | 48,56 / 100 | Electe   |

### Eleccions legislatives
| Any  | Líder                  | Circum.    | Circum. | Circum.  | Circum. | Llista | Llista | Llista | Llista | Escons    | Escons | Pos. | Govern   |
| Any  | Líder                  | Vots       | %       | Escons   | +/-     | Vots   | %      | Escons | +/-    | No.       | +/–    | Pos. | Govern   |
| ---- | ---------------------- | ---------- | ------- | -------- | ------- | ------ | ------ | ------ | ------ | --------- | ------ | ---- | -------- |
| 2020 | Hwang Kyo-ahn          | 11,915,277 | 41.46   | 84 / 253 | Nou     |        |        |        |        | 103 / 300 | Nou    | 2n   | Oposició |
| 2024 | Han Dong-hoon (Interí) | 13,179,769 | 45.73   | 90 / 254 | 6       |        |        |        |        | 108 / 300 | 5      | 2nd  | Minoria  |

### Eleccions Locals
| Any  | Líder        | Governadors | Regidors (provincials i metropolitans) | Alcaldes  | Regidors      |
| ---- | ------------ | ----------- | -------------------------------------- | --------- | ------------- |
| 2022 | Lee Jun-seok | 12 / 17     | 540 / 872                              | 145 / 226 | 1.435 / 2.987 |

### Eleccions Parcials
| Any       | Líder         | Diputats | Governadors | Alcaldes | Regidors (provincials i metropolitans) | Regidors |
| --------- | ------------- | -------- | ----------- | -------- | -------------------------------------- | -------- |
| 2020      | Hwang Kyo-ahn | N/D      | N/D         | 3 / 8    | 10 / 17                                | 17 / 33  |
| 2021      | Kim Chong-in  | N/D      | 2 / 2       | 2 / 2    | 5 / 8                                  | 6 / 9    |
| 2022 (I)  | Lee Jun-seok  | 4 / 5    | N/D         | N/D      | N/D                                    | N/D      |
| 2022 (II) | Lee Jun-seok  | 5 / 7    | N/D         | N/D      | N/D                                    | N/D      |
| 2023 (I)  | Kim Gi-hyeon  | 0 / 1    | N/D         | 0 / 1    | 2 / 2                                  | 2 / 4    |
| 2023 (II) | Kim Gi-hyeon  | N/D      | N/D         | 0 / 1    | N/D                                    | N/D      |
| 2024 (I)  | Han Dong-hoon | N/D      | N/D         | 1 / 2    | 3 / 17                                 | 7 / 26   |
| 2024 (II) | Han Dong-hoon | N/D      | N/D         | 2 / 4    | N/D                                    | N/D      |